# Halmesaari (ö i Lappland, Östra Lappland, lat 66,86, long 26,78)
Halmesaari är en ö i Finland. Den ligger i sjön Enijärvi och i kommunen Kemijärvi i den ekonomiska regionen  Östra Lapplands ekonomiska region  och landskapet Lappland, i den norra delen av landet, 700 km norr om huvudstaden Helsingfors. Öns area är 5,8 hektar och dess största längd är 0,5 kilometer i sydöst-nordvästlig riktning.